# Zmarli w roku 1808
Lista osób zmarłych w 1808:

## marzec 1808
- 13 marca – Chrystian VII Oldenburg, król Danii i Norwegii w latach 1766–1808 oraz książę Szlezwik-Holsztyn[1]

## maj 1808
- 5 maja – Pierre Cabanis, lekarz nadworny Ludwika XVI[2]

## czerwiec 1808
- 20 czerwca – Franciszek Ksawery Dmochowski, polski polityk, pijar, poeta, publicysta, tłumacz[3]

## lipiec 1808
- 5 lipca – Christoph Gottfried Bardili, filozof niemiecki[4]
- 28/29 lipca – Selim III, sułtan Turcji w latach 1789–1807, z dynastii Osmanów[5]

## sierpień 1808
- 10 sierpnia – Jan Chrzciciel Albertrandi, sufragan warszawski[6]

## październik 1808
- 1 października – Carl Gotthard Langhans, niemiecki architekt i budowniczy, jeden z najważniejszych przedstawicieli wczesnego klasycyzmu w architekturze Prus[7]